# Belbeuf
Belbeuf ist eine französische Gemeinde im Département Seine-Maritime in der Region Normandie. Die Gemeinde befindet sich im Arrondissement Rouen, ist Teil des Kantons Darnétal. Die Gesamtbevölkerung betrug zum 1. Januar 2022 2.257 Einwohner.

## Geographie
Belbeuf liegt etwa sechs Kilometer südöstlich von Rouen an der Seine. Umgeben wird Belbeuf von den Nachbargemeinden Amfreville-la-Mi-Voie im Norden und Nordwesten, Le Mesnil-Esnard im Norden, Franqueville-Saint-Pierre im Nordosten, Saint-Aubin-Celloville im Osten und Südosten sowie Saint-Étienne-du-Rouvray im Westen. 
Durch die Gemeinde führt die frühere Route nationale 15 (heutige D6015).

## Bevölkerungsentwicklung
| Bevölkerungsentwicklung | Bevölkerungsentwicklung | Bevölkerungsentwicklung | Bevölkerungsentwicklung | Bevölkerungsentwicklung | Bevölkerungsentwicklung | Bevölkerungsentwicklung | Bevölkerungsentwicklung | Bevölkerungsentwicklung | Bevölkerungsentwicklung | Bevölkerungsentwicklung |
| ----------------------- | ----------------------- | ----------------------- | ----------------------- | ----------------------- | ----------------------- | ----------------------- | ----------------------- | ----------------------- | ----------------------- | ----------------------- |
| Jahr                    | 1962                    | 1968                    | 1975                    | 1982                    | 1990                    | 1999                    | 2006                    | 2012                    | 2017                    | 2022                    |
| Einwohner               | 901                     | 1240                    | 1409                    | 1681                    | 1696                    | 2032                    | 2070                    | 1951                    | 2201                    | 2257                    |

## Sport
Im Jahr 2025 führte die Tour de France auf der 4. Etappe durch die Gemeinde Belbeuf. Auf der D7 wurde mit der Côte de Belbeuf (136 m) eine Bergwertung der 3. Kategorie abgenommen, nachdem zuvor die steile Chemine de la Poterie befahren wurde. Insgesamt wies der Anstieg auf einer Länge von 1300 Metern eine durchschnittliche Steigung von 9,1 % auf. Die Bergwertung sicherte sich der Franzose Lenny Martinez.

## Sehenswürdigkeiten
- Menhir
- Kirche Notre-Dame aus dem 16. Jahrhundert
- Kapelle Saint-Bonaventure-et-Saint-Adrien aus dem 16. Jahrhundert
- Schloss Belbeuf (1764)
- Taubenschlag und Park
- Flusshafen von Belbeuf